# Prodidomus beattyi
Prodidomus beattyi är en spindelart som beskrevs av Norman I. Platnick 1977. Prodidomus beattyi ingår i släktet Prodidomus och familjen Prodidomidae. Inga underarter finns listade i Catalogue of Life.